# Trilogie vášně
Trilogie vášně (1827, Trilogie der Leidenschaft) je soubor tří milostně reflexivních básní německého básníka Johanna Wolfganga von Goetha vzniklých v letech 1823–1824, který je považován za jeden z vrcholů německé lyrické poezie a který se skládá z básní Wertherovi (1824, An Werther), Elegie (1823, Marienbader Elegie) a Usmíření (1823, Aussöhnung).. Tiskem soubor Goethe poprvé vydal roku 1827 v souborném vydání svých básní Gedichte.

## Vznik básní
Básně, vzniklé na základě Goethova pobytu v Mariánských Lázních v létě 1823, byly vytvořeny v opačném pořadí, než jak je později autor zakomponoval do trilogie. Jejich hlavní inspirací byl jeho vztah s devatenáctiletou dívkou Ulrikou von Levetzow, do které se ve svých čtyřiasedmdesáti letech zamiloval a jehož nabídku k sňatku odmítla. Kompozice trilogie je postavena na poněkud chladnějším úvodu, který je následován vzrušenou tragičností a nakonec zklidňujícími motivy v závěru.

## Obsah básní

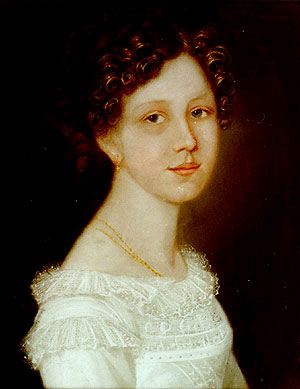
Ulrika von Levetzow

### Wertherovi
Goethe v pěti slokách  této úvodní básně trilogie, kterou ale napsal jako poslední, oslovuje Werthera jako „oplakávaný stín“ autorova mladého věku. Adresuje mu hořké verše o nedočkavé dychtivosti mládí, která postupně s věkem pomíjí současně s vírou v život.
Jak zázračný se lidský život zdá
tak hebký den a noc jak ohromná!
A na nás, kdož jsme vzrostli v slastech ráje,
jen pablesk velebného sluce hraje,
a již nás dusná, chorá touha zmámí,
teď na svět útočí, teď pře se s námi;
vždy jinak v duši, jinak vůkol ní
je v nitru záře, když se venku tmí,
když venku lesk, zrak duše stopen v tmách
jsme k štěstí slepí - a je na dosah.

### Elegie
Elegie je nejrozsáhlejší básní cyklu a je jeho jádrem – obsahuje dvacet tři šestiveršových slok blízkých italským stancím. Líčí setkání s milovanou dívkou, radostně prožité společné chvíle, kdy „den vzrušený svým křídlem v letu mával a chvilky hnal, že ubíhaly plaše“. a trýzeň rozloučení. Základní napětí básně i celé trilogie je vyvoláno rozporem mezi láskou pojímanou jako tvořivá síla obohacující člověka a dávající jeho životu vyšší smysl a mezi loučením a zmarem, jež člověka od možnosti lásky vzdalují. Lásku nelze vymanit z moci času a básník po rozchodu s milovanou ženou ztrácí vnitřní rovnováhu i smysl života.
Mně ztracen svět, já sobě ztracen hynu,
já, jenž jsem býval bohů miláčkem;
mne bozi svedli: skříňku Pandořinu
mi dali, slastmi bohatou i zlem;
k rtům přitiskli mne opojivých darů
a rvou mne pryč – vstříc rvou mne mému zmaru.

### Usmíření

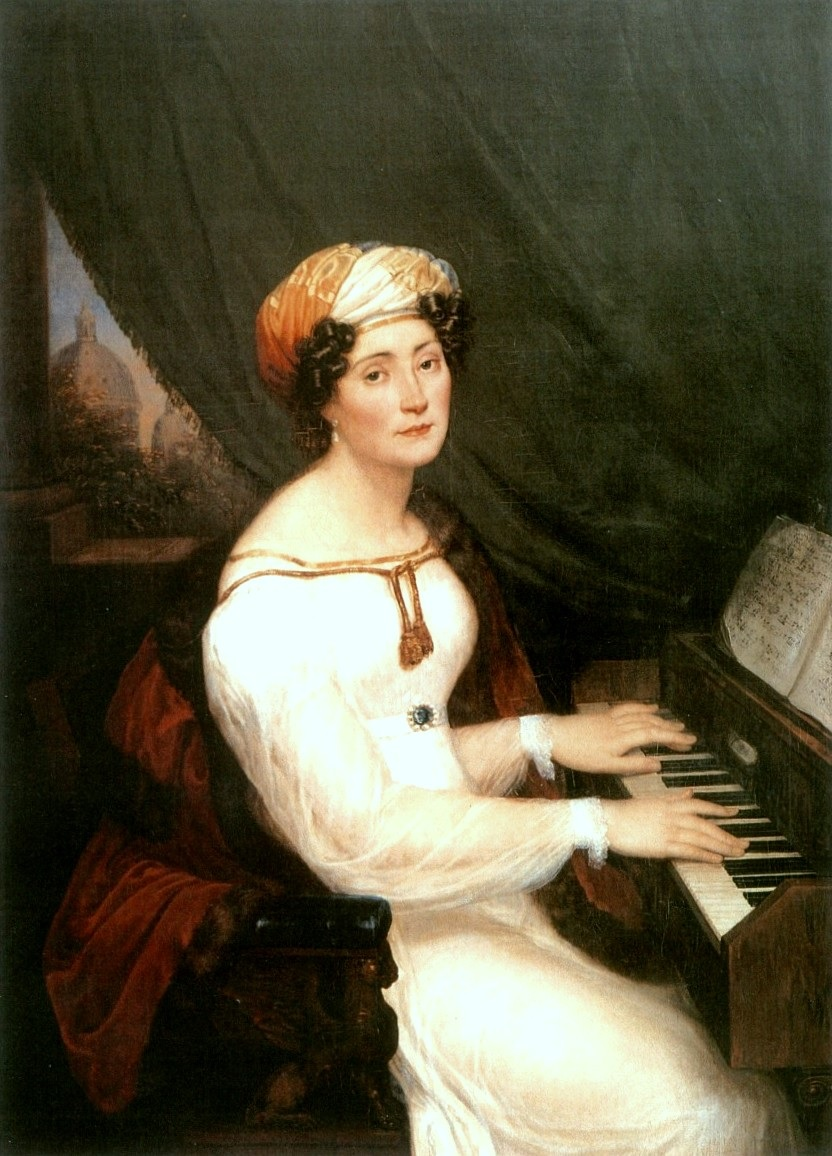
Maria Szymanowska

Třetí báseň souboru inspirovaná virtuózními klavírními koncerty Marie Szymanowské, k níž básníka poutala náklonnost, vznikla jako první. Skládá se ze tří slok a v trilogii přináší básníkovi, který je po rozchodu s milovanou ženou přesvědčen, že plně žít a být šťasten může být pouze v její blízkosti, konečné utišení jeho vášně v kráse hudby.
Slyš! Na jasných se křídlech hudba vznáší,
jež miliony tónů v soulad spletla,
by pronikla nám v prapodstatu naší,
by zalila jí věčnou krásou světla
na řasách rosu, v čisté touze tonu
a cítím božství slz a božství tónů.

## Ohlasy
Především Elegie se stala námětem mnoha literárních děl. K nejvýznamnějším z nich patří Elegie z Mariánských Lázní (Die Marienbader Elegie) ze sbírky povídek Stefana Zweiga Hvězdné hodiny lidstva (1927, Sternstunden der Menschheit). 
V české literatuře se poslední Goethovou láskou zabývá Miroslav Slach v románu Dostavník do Výmaru (1969) a v povídce Sbohem, letní lásko ze stejnojmenné povídkové sbírky z roku 1982.

## Česká vydání
- Z Goethova odkazu, Praha: Ludvík Bradáč 1916, celá trilogie, přeložil Otokar Fischer.
- Johann Wolfgang Goethe: Výbor z díla II. Praha: Svoboda 1949, celá trilogie, přeložil Otokar Fischer.
- Johann Wolfgang Goethe: Básně; Západovýchodní díván, Praha: SNKLHU 1955, jen Elegie, přeložil Otokar Fischer.
- Johann Wolfgang Goethe: Život slavím, Praha: Mladá fronta 1972, jen Elegie, přeložil Václav Renč
- Johann Wolfgang Goethe: Výbor z poezie, Praha: Československý spisovatel 1973, celá trilogie, přeložil Otokar Fischer.